# Abbenhausen
Abbenhausen ist ein Ortsteil der Stadt Twistringen im niedersächsischen Landkreis Diepholz.

## Geografie

### Lage
Abbenhausen liegt im nordöstlichen Bereich der Stadt Twistringen, zweieinhalb Kilometer nördlich vom Kernort Twistringen entfernt. Zu Abbenhausen gehören noch Binghausen, Brümsen, Köbbinghausen, Lessenah, Poggenmühle und Üssinghausen.

### Nachbargemeinden
Nachbargemeinden sind – von Norden aus im Uhrzeigersinn – Beckeln (Samtgemeinde Harpstedt), Groß Ringmar (Stadt Bassum), Stelle und Twistringen (Zentrum).

### Flüsse
Im westlichen Bereich fließen Delme und Rote Riede.

## Geschichte
Seit der Gebietsreform, die am 1. März 1974 in Kraft trat, ist die vorher selbstständige Gemeinde Abbenhausen eine von acht Ortschaften der Stadt Twistringen.

## Politik

### Ortsrat
Der Ortsrat, der den Ortsteil Abbenhausen vertritt, setzt sich aus sieben Mitgliedern zusammen. Die Ratsmitglieder werden durch eine Kommunalwahl für jeweils fünf Jahre gewählt. Die aktuelle Amtszeit begann am 1. November 2021 und endet am 31. Oktober 2026.
Bei der Kommunalwahl 2021 ergab sich folgende Sitzverteilung:
- CDU: 7 Sitze

### Ortsbürgermeister
Ortsbürgermeister ist Bernhard Kunst.

## Straßen
Abbenhausen liegt fernab des großen Verkehrs. Die Bundesautobahn 1 verläuft 15 Kilometer entfernt nordwestlich. Die von Bassum über Twistringen (Kernort) und Diepholz nach Osnabrück führende Bundesstraße 51 und die Landesstraße 342 von Twistringen (Kernort) über Goldenstedt nach Vechta verlaufen südöstlich, jeweils zweieinhalb Kilometer entfernt.
In Abbenhausen, Binghausen, Brümsen, Köbbinghausen und Poggemühle gibt es – im Gegensatz zu den kleineren Ortsteilen Lessenah und Üssinghausen – Straßenbezeichnungen und nicht nur Hausnummern. In Üssinghausen (sieben Häuser) und Lessenah (Einzelgehöft) gibt es keine Straßennamen.